# Die Jagd begann im Hafen
Die Jagd begann im Hafen (Originaltitel: River Beat) ist ein britischer Kriminalfilm von Regisseur Guy Green aus dem Jahr 1954 mit John Bentley, Phyllis Kirk und Leonard White in den Hauptrollen. Der Film wurde für Victor Hanbury Productions produziert.

## Handlung
Der Londoner Polizeiinspektor Dan Barker patrouilliert auf der Themse auf der Suche nach Diamantenschmugglern. Dabei macht er die Bekanntschaft von Judy Roberts, einer Schiffsfunkerin, zu der er sich sofort sehr hingezogen fühlt. Als Judy im Besitz einiger geschmuggelter Edelsteine angetroffen wird, muss der Inspektor feststellen, ob sie zur Schmugglerbande gehört oder ob sie nur benutzt wird. Wenn sie schuldig ist, muss er sie trotz seiner Gefühle verhaften lassen. Wenn sie unschuldig ist, muss er sie aus den Klauen der Bande, von denen bekannt ist, dass jeder, der gegen sie aussagt, stirbt, retten.

## Synchronisation
Die deutsche Synchronisation wurde von der IFU - Internationale Filmunion erstellt.
| Rolle                | Darsteller         | Synchronstimme      |
| -------------------- | ------------------ | ------------------- |
| Inspektor Dan Barker | John Bentley       | Wolfgang Wahl       |
| Judy Roberts         | Phyllis Kirk       | Maria Sebaldt       |
| Sergeant Mack McLeod | Leonard White      | Alf Marholm         |
| Charlie Williamson   | Glyn Houston       | Alwin Joachim Meyer |
| Watford              | Robert Ayres       | Walter Klam         |
| John Hendrick        | Charles Lloyd Pack | Otto Brüggemann     |
| Nelli                | Margaret Anderson  | Ursula Feldhege     |
| Alfred Gordon        | Harold Ayer        | Gerhard Becker      |

## Kritiken
„Mit bescheidenen Mitteln effektvoll in Szene gesetzter Polizeifilm über Diamantenschmuggler auf der Themse. Erste Spielfilmregie des britischen Kameramanns Guy Green, der später mit seinem künstlerisch bedeutendsten Film "Zorniges Schweigen" (1960) internationale Preise errang.“

## Produktionsnotizen
Die Bauten stammen von John Stoll, die Kostüme schuf Jean Fairlie. Drehorte des Films lagen in den Nettlefold Studios, Walton-on-Thames, Surrey in England.